# Мајка Катина
Мајка Катина је југословенски филм из 1949. године. Режирао га је Никола Поповић а сценарио је написао Оскар Давичо. Радња филма смештена је у Грчку у доба грађанског рата и приказује борбу комунистичких партизана против прозападне монархистичке владе.

## Улоге
| Глумац          | Улога             |
| --------------- | ----------------- |
| Нада Шкрињар    | Мајка Катина      |
| Југослав Налис  | Михајло           |
| Берт Сотлар     | Јоргос            |
| Јован Милићевић | Апостолос         |
| Миша Мирковић   | Никос             |
| Фран Новаковић  | Алексис Каравунас |
| Данило Маричић  | Коста Каравунас   |
| Никола Поповић  | Михаилидис        |
| Санда Фидершег  | Махи              |
| Васо Косић      | Фидерираклис      |
| Петре Прличко   | Ловет             |
| Иван Ђурђевић   | Смит              |

Остале улоге ▼
| Глумац                   | Улога                                   |
| ------------------------ | --------------------------------------- |
| Илија Џувалековски       | Дендрамис                               |
| Јурица Дијаковић         | Петрос                                  |
| Љубиша Јовановић         | Анивас                                  |
| Драгомир Фелба           | Командант одреда                        |
| Људевит Галић            | Совјетски представник анкетне комисије  |
| Асја Кисић               | Британска представница анкетне комисије |
| Чоченг По                | Кинески делегат                         |
| Жарко Митровић           |                                         |
| Александар Стојковић     |                                         |
| Младен Млађа Веселиновић |                                         |

Комплетна филмска екипа ▼
| Редитељ              | Никола Поповић       |                                        |
| Сценариста           | Оскар Давичо         | (новела)                               |
| Композитор           | Миленко Живковић     |                                        |
| Директор фотографије | Александар Секуловић |                                        |
| Монтажер             | Ружица Цвингл        | (као Ружица Павлиновић)                |
| Сценограф            | Коста Кривокапић     |                                        |
| Сценограф            | Василије Резников    | (као В. Резников)                      |
| Менаџер продукције   | Никола Гашић         | вођа снимања (као Н. Гашић)            |
| Менаџер продукције   | Света Милутиновић    | директор филма (као С. Милутиновиц)    |
| Помоћник режије      | Александар Јешић     | први помоћник редитеља                 |
| Помоћник режије      | Хидајет Рибич        | други помоћник редитеља (као Х. Рибич) |
| Одсек за звук        | Љубомир Петек        | тон мајстор (као Љ. Петек)             |
| Музички одсек        | Оскар Данон          | диригент                               |